# Leopoldplatz (metrostation)
Leopoldplatz is een station van de metro van Berlijn, gelegen onder het gelijknamige plein in de Berlijnse wijk Wedding. Het metrostation werd geopend op 8 maart 1923 en wordt bediend door de lijnen U6 en U9.
Station Leopoldplatz werd al voor de Eerste Wereldoorlog gebouwd en opende in 1923 aan de Nord-Süd-Bahn, de huidige U6. Het station had een eilandperron en werd naar een ontwerp van Heinrich Jennen afgewerkt met donkerrode tegels. Tussen 1955 en 1961 werd het noordelijke deel van lijn U9 gebouwd en kreeg station Leopoldplatz een andere inrichting. Het eilandperron moest wijken voor twee zijperrons, waardoor het station in 1960 zes maanden gesloten was. Gedurende deze periode bleven de treinen op de U6 rijden, zonder op Leopoldplatz te stoppen. De oorspronkelijk rode bekleding werd vervangen door lichtgeel betegelde wanden en gele zuilen.

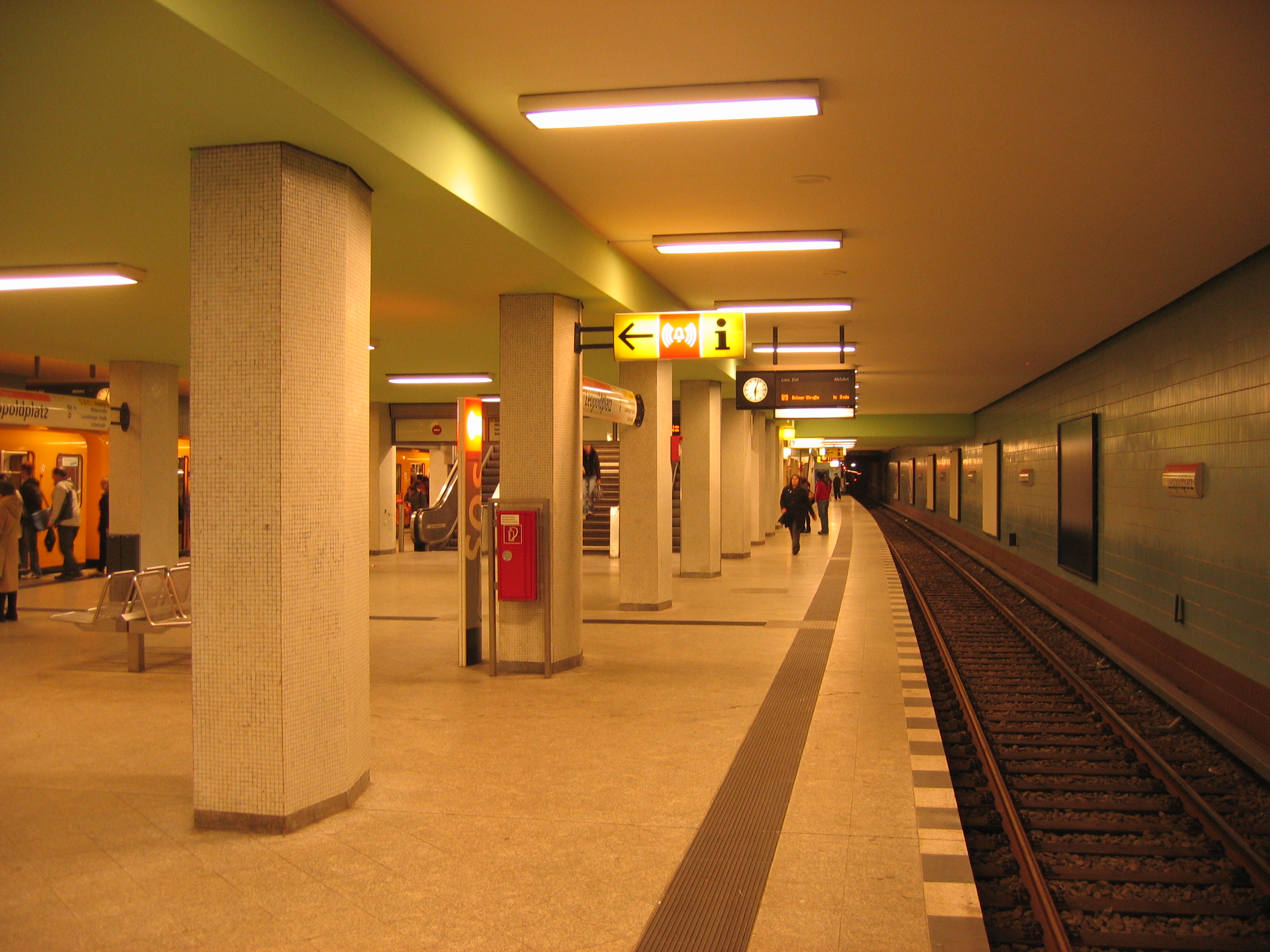
Perron van de U9

Direct onder de bestaande sporen bouwde men naar een ontwerp van Bruno Grimmek een station voor de nieuwe U9. Het perron is hier vanwege de overstapfunctie van het station wat breder dan elders en ligt 9,5 meter onder de straat. Op 28 augustus 1961 werd de U9 in gebruik genomen en tot 1976 was Leopoldplatz het noordelijke eindpunt van deze lijn. De wanden in het onderste niveau zijn bekleed met blauwe tegels, het dak wordt ondersteund door twee rijen witte zuilen. Trappen en roltrappen verbinden beide niveaus voor een gemakkelijke overstap.
Na de bouw van de Berlijnse Muur in 1961 stopten de treinen van de U6, die gedeeltelijk over Oost-Berlijns grondgebied liep, niet meer op de stations in de Sovjet-sector en werd Leopoldplatz, niet ver van de muur gelegen, een belangrijk overstappunt voor het noorden van West-Berlijn.